# Darius Valys
Darius Valys (* 23. September 1972) ist ein litauischer Jurist, Staatsanwalt, ehemaliger Generalstaatsanwalt Litauens, Leiter der litauischen Generalstaatsanwaltschaft (2010–2014).

## Biografie
Nach dem Abitur an der Mittelschule absolvierte er das Bachelorstudium des Elektroingenieurwesens von 1990 bis 1994 an der Polytechnischen Fakultät Šiauliai des Polytechnischen Institut Kaunas. Von 1995 bis 1999 absolvierte er das Jurastudium an der Rechtsfakultät der Universität Vilnius als Diplom-Jurist.
Von 1996 bis 1999 war er Vernehmer des Vernehmungsunterabteilung am Polizeikommissariat des Rajons Akmenė und vom April 1999 bis Dezember 2001 Staatsanwalt sowie von 2001 bis 2010 Juni Oberstaatsanwalt der Staatsanwaltschaft Akmenė. Vom 15. Juni 2010 bis Mai 2014 war er Generalstaatsanwalt Litauens (ernannt von der Präsidentin Dalia Grybauskaitė).

## Familie
Valys ist verheiratet. Seine Frau Jolanta Valienė arbeitet als Kommunalbeamte in der Verwaltung von Rajongemeinde Akmenė.